# Robert Kok
Robert Kok (Amszterdam, 1957. június 26. –) holland labdarúgócsatár.

## Sikerei, díjai

### Klubcsapatokkal
Lausanne-Sport
- Svájci kupa: 1980–81

Servette
- Svájci szuperliga: 1984–85

### Egyéni
- Az év svájci külföldi labdarúgója: 1980–81